# Radio Manà Manà
„All news all music, slogan din Radio Manà Manà”
Radio Manà Manà este un post italian de radio privat, cu sediul în Roma, Lazio. și Acesta emite 24 de ore pe zi și, de asemenea, difuzează în toată lumea pe internet.

## Istorie
Stația a fost fondată în Roma de Stefano Bandecchi și de alți doi prieteni pe 2011. 

## Personal
- Maurizio Costanzo
- Luciano Moggi
- Marco Baldini
- Gabriele La Porta
- Vincenzo D'Amico
- Angelo Di Livio
- Giuseppe Giannini
- Giada Di Miceli
- Marcello Riotta
- Max Coccobello
- Fabio Calvari
- Maurizio Modica
- Emanuele Puddi
- Stefania Lillo
- Roby Rossini[1]